# Цараковы
Цара́ковы (осет. Цæрæктæ) — осетинская фамилия.

## Антропонимика
Из осетинского цæрæг — ‘живущий, живой’.

## Происхождение
Цараковы являются выходцами из селения Мизур Алагирского ущелья, откуда они впоследствии переселились в Уаллагком, а ещё позже — в селения Дзагепбарз, Урсдон, станица Змейская. В настоящее время представители фамилии проживают в городах Владикавказ, Моздок, Беслан, Алагир, сел. Кора-Урсдон.

## Генеалогия
Родственными фамилиями (осет. æрвадæлтæ) Цараковых являются Золоевы, Толпаровы и Магкеевы.

## Известные носители
- Алан Муратович Цараков — осетинский писатель.
- Алла Гасбоевна Царакова — редактор учебной и научной литературы издательства «ИР».
- Вадим Казбекович Цараков — исполнительный директор по развитию розничного бизнеса Ставропольского филиала Россельхозбанка по Северной Осетии.
- Царакова Марина Алановна- преподаватель иностранных языков в Германии